# Wolfspeed
Wolfspeed, Inc. (NYSE: WOLF) er en amerikansk producent af mikrochips. De fokuserer på materialer i siliciumkarbid og galliumnitrid og produkter til strømforsyning, radiostyring og belysning. Virksomheden var tidligere navngivet Cree, Inc., og den blev etableret i 1987 i Durham, North Carolina.